# Дрейцер, Ефим Александрович
Ефим Александрович Дрейцер (4 ноября 1894, Городок, Вилейский уезд, Виленская губерния — 25 августа 1936, Москва) — советский военный и политический деятель. Расстрелян в 1936 году в числе других обвиняемых по  Первому московскому процессу. Реабилитирован посмертно.

## Биография
Родился в 1894 году в Городке Виленской губернии, в семье педагога Александра Абрамовича Дрейцера (1872—1936), учителя в частной женской 7-классной гимназии Брест-Литовска, автора «Учебника физики в объёме курса средних учебных заведений» (Брест-Литовск: Типография братьев Гликман, 1910). У него были сёстры Лидия и Роза, братья Самуил и Роман.
После девяти лет учёбы в коммерческом училище продолжил обучение на естественном факультете в Петроградском психоневрологическом университете. После окончания четвёртого курса во время Первой мировой войны был призван на фронт. С 1914 года по 1916 год участвовал в Первой мировой войне (солдат-вольноопределяющийся, унтер-офицер).

### Революция и Гражданская война
7 ноября 1917 года вступает в Красную Гвардию. С 12 декабря 1917 года по 1 мая 1918 года вновь проходил обучение в университете.
Был председателем Русской Делегации Минско-Несвижской пограничной подкомиссии по установлению русско-польской границы. 21 июля 1923 года окончил Военно-академические курсы высшего комсостава РККА. Приказом РВС СССР № 366 от 30 октября 1924 года помощник начальника второй военно-инженерной Московской школы Дрейцер назначается начальником и комиссаром третьей пехотной Западной школы. С 1 ноября 1925 года зачислен в резерв РККА. Военный специалист в Калганской группе военных советников в Китае: старший инспектор пехоты (с апреля 1925 года по апрель 1926 года), заместитель начальника инструкторской группы, начальник штаба Первой Национальной армии Фен Юйсяна, начальник военной академии. Работал под псевдонимом Ханин. Приказом РВС СССР № 558 от 23 августа 1926 года из резерва РККА переведён в распоряжение Главного Управления РККА. 23 сентября 1926 года Дрейцера назначили военным руководителем Московского Коммунистического Университета трудящихся Востока имени товарища И. В. Сталина.
С 1927 года по 1928 год — начальник Смоленской пехотной школы. Слушатель Военной Академии имени М. В. Фрунзе.
Со времён Гражданской войны был близким другом писателя Исаака Бабеля и Якова Охотникова.

### В оппозиции
C 1923 года принадлежал к левой оппозиции, активный участник оппозиционной демонстрации 7 ноября 1927 года. 4 января 1928 года Краснопресненской районной контрольной комиссией ВКП(б) Дрейцер был исключён из партии за оппозиционную деятельность — в соответствии с принятой в декабре 1927 года XV съездом партии резолюцией об исключении из партии всех оппозиционеров, не отказавшихся от своих убеждений. Ему инкриминировали пропаганду троцкистских взглядов на занятиях кружков в Военно-политической и Военно-воздушной академиях, а также то, что по поручению «троцкистского центра» им была организована личная охрана Л. Д. Троцкого, в которой он был начальником.
6 апреля 1928 года Дрейцера назначили заместителем руководителя по птичным операциям Всероссийского Центрального Союза птицеводной сельскохозяйственной Кооперации «Птицеводсоюз».

### Арест
29 декабря 1928 года был арестован; на этот раз Дрейцера обвиняли в том, что он ведал связью с находившимся в Алма-Ате Троцким.
По обвинению в «проведении фракционной работы» по постановлению особого совещания при Коллегии ОГПУ от 5 января 1929 года на основании статьи 58 пункта 10 УК РСФСР (пропаганда или агитация, содержащие призыв к свержению, подрыву или ослаблению Советской власти или к совершению отдельных контрреволюционных преступлений, а равно распространение или изготовление или хранение литературы того же содержания) выслан в Сибирь сроком на три года. Е. А. Дрейцер и 62 «большевика-ленинца» (как называли себя оппозиционеры) были обманом увезены в Тобольскую каторжную тюрьму, именуемую политизолятором. Родственникам заключённых и их товарищам было сообщено, что арестованные направляются в ссылку на основании постановления ОГПУ. После этого их отвезли в каторжную тюрьму. Требование тёплой одежды или хотя бы валенок осталось без внимания. Запрещены передачи и приобретение пищи за свой счёт. Запрещено общение между заключёнными.
По постановлению Особого совещания при Коллегии ОГПУ от 25 января 1929 года во изменение прежнего решения ссылка Дрейцеру Е. А. заменена лишением свободы сроком на три года. В знак протеста против неслыханного беззаконного содержания на каторге, в знак протеста против подлого режима, установленного для заключённых, ими 4 февраля 1929 года объявлена смертная голодовка. 12 заключённых, в том числе Дрейцер, были перевезены в тюремную больницу в состоянии, опасном для жизни.
По постановлению особого совещания при Коллегии ОГПУ от 1 июня 1929 года лишение свободы заменено ссылкой в Сибирь на весь оставшийся срок. После осуждения был направлен для отбывания срока наказания в город Новосибирск, но в связи с болезнью оставлен на лечении в городе Свердловске.

### Освобождение
13 июля 1929 года Дрейцер подал заявление в ЦКК ВКП(б) с просьбой о присоединении его подписи к заявлению К. Радека, И. Смилги и Е. Преображенского о разрыве с оппозицией. По постановлению Особого совещания при Коллегии ОГПУ от 26 июля 1929 года прежнее постановление о ссылке было отменено и Дрейцеру было разрешено свободное проживание в СССР.
10 июня 1988 года Военная Коллегия Верховного Суда СССР отменила постановления Особого совещания при коллегии ОГПУ от 5 января, 25 января, 1 июня и 26 июля 1929 года в отношении Дрейцера и дело производством прекратила за отсутствием в его действиях состава преступления. В решении было указано, что в материалах дела никаких доказательств вины нет, дело не возбуждалось, санкция прокурора на арест отсутствует, обвинение Дрейцеру не предъявлялось и обвинительное заключение не составлялось.
С ноября 1929 года по 15 апреля 1930 года — руководитель группы инструкторов Управления организации производства Всероссийского Союза Сельско-Хозяйственных коллективов «Колхозцентр». В январе 1930 года при наличии положительной характеристики от ячейки ВКП(б) «Хлебоцентра» был восстановлен ЦКК ВКП(б) в правах члена партии с перерывом с 4 января 1928 года по 17 января 1930 года.

### На производстве
После восстановления в партии был направлен на работу начальником строительства завода Сжатый газ (г. Москва), а затем назначен директором этого завода переименованного в Первый Автогенный, где проработал три года. Работа по строительству завода положительно характеризовалась в приказе Г. К. Орджоникидзе.
С 1933 года Дрейцер возглавил строительство металлургического завода в Петровске-Забайкальском. Восточно-Сибирский крайком партии, информируя ЦК ВКП(б), сообщал, что Дрейцер показал себя на этой работе с хорошей стороны по деловым качествам и ничем не скомпрометировал себя в политическом отношении.
17 июня 1933 года в газете «Правда» был опубликован фельетон «Грязь на бульваре», в котором Дрейцера, наряду с другими работниками Государственного Института Проектирования Металлургических Заводов, обвинили в связях с троцкистами. В письме, адресованном ЦКК ВКП(б), Дрейцер писал: «У меня перед партией большая и тяжёлая вина в прошлом: я принес много вреда, будучи в троцкистской оппозиции. Осознав свою вину в 29 году, я принял обязательство перед партией своей дальнейшей работой загладить свои ошибки… Порвав решительно и безоговорочно с троцкизмом, я совершил большую ошибку, поддерживая дружескую связь с рядом своих старых товарищей-троцкистов. У меня бывали, когда приезжали в Москву, комкор Шмидт, комдив Зюк и работавший в Москве Охотников… Признавая за собой эту вину, я категорически возражаю против обвинения меня в троцкизме».
Президиум ЦКК ВКП(б), рассмотрев 17 августа 1933 года дело Дрейцера, постановил: «Принимая во внимание, что Дрейцер Е. А. признал, что при своих встречах с бывшими троцкистами он не проявил к ним достаточной партийной бдительности, — указать ему, что по отношению к бывшим троцкистам партия вправе требовать от него особой бдительности».
Постановлением заседания районной комиссии по чистке Строительной ячейки Петровскстрой от 22 сентября 1933 года за № 76 Дрейцера Ефима Александровича «считать проверенным».
С декабря 1934 года по июль 1935 года работал коммерческим директором треста «Криворожстрой», по роду службы постоянно находился в командировках. С 5 марта 1936 года по 14 апреля 1936 года — заместитель директора завода «Магнезит».

### В годы репрессий
18 апреля 1936 года был арестован в Москве по делу «антисоветского объединённого троцкистско-зиновьевского центра». Партколлегией Комиссии партийного контроля при ЦК ВКП(б) исключён из партии 21 июля 1936 года, «как контрреволюционер». После трёх недель пыток, допросов А. П. Радзивиловского и Я. С. Агранова, признался в том, что «объединённый центр» действительно существовал и действовал на террористической основе. Признал, что в 1934 году он получил письменную директиву Троцкого о подготовке террористического акта против Сталина и Ворошилова, и был выведен в качестве обвиняемого на Первый московский процесс вместе с бывшими товарищами по Левой оппозиции — И. Н. Смирновым, С. В. Мрачковским, В. А. Тер-Ваганяном и Э. С. Гольцманом. Протоколы допросов от 23 июля и 9 августа 1936 года.
19 августа 1936 года Военная коллегия Верховного суда СССР приступила к слушанию дела. Процесс проходил в Октябрьском зале Дома союзов в Москве. Председатель — армвоенюрист В. В. Ульрих, члены Коллегии — корвоенюрист И. А. Матулевич и диввоенюрист И. Т. Никитченко. Государственный обвинитель — А. Я. Вышинский. Обвиняемые от защиты отказались. Военной коллегией Верховного Суда СССР 24 августа 1936 года приговорён к расстрелу с конфискацией имущества. Ходатайство осуждённого о помиловании Президиумом ЦНК СССР было отклонено. В ночь на  25 августа 1936 года приговор был приведён в исполнение. Место захоронения — «могила невостребованных прахов» № 1 Донского крематория.
В августе 1936 года Днепропетровский обком ВКП(б) исключил из своих рядов директора Криворожского металлургического комбината Я. И. Весника, партийная организация Саткинского завода «Магнезит» исключила из рядов ВКП(б) директора завода З. Я. Табакова  как «пособников и покровителей злейшего врага народа, расстрелянного троцкиста-террориста Дрейцера». 31 августа 1936 года ЦК ВКП(б) приняло постановление о работе Днепропетровского обкома ВКП(б), которым Весник Я. И. был взят под защиту и восстановлен в рядах ВКП(б). 1 сентября 1936 года ЦК ВКП(б) признал обвинения Табакова З. Я. неправильными и отменил решение партийной организации Саткинского завода «Магнезит» как ошибочное. В 1937—1938 годах и Весник, и Табаков были арестованы, осуждены и расстреляны. Реабилитированы посмертно.
Его брат — Самуил Александрович Дрейцер (1908—1937), выпускник Варшавского экономического института, начальник сектора капитального строительства Наркомлеса, был арестован 11 июля 1936 года, отбывал срок в СЕввостлаге, где 18 ноября 1937 года был вторично осуждён тройкой при УНКВД по Дальстрою, 28 декабря того же года расстрелян.

## Реабилитация
13 июля 1988 года Пленум Верховного Суда СССР отменил указанный приговор в отношении Дрейцера Е. А. и дело прекратил за отсутствием в его действиях состава преступления. В судебном порядке он был  восстановлен в рядах партии с 1919 года.

## Семья
- Жена — Полина Моисеевна Дрейцер (1896, Гродно — 1975, Москва), врач, член РКП(б) с 1918 года, её сын от второго брака — писатель Анатолий Гладилин[13].
  - Дочь — Галина Ефимовна Дрейцер (1918—2021).

## Документы
1. Приказ РВС Республики по личному составу № 531 от 10 ноября 1920 года.
2. Приказ РВС Республики по личному составу № 12 от 20 января 1922 года.
3. Приказ РВС Республики по личному составу № 102 от 21 июля 1923 года.
4. Приказ РВС СССР № 366 от 30 октября 1924 года.
5. Приказ РВС СССР № 122 от 16 февраля 1926 года.
6. Приказ РВС СССР № 558 от 23 августа 1926 года.
7. Приказ РВС СССР № 677 от 23 сентября 1926 года.